# Målartjärnarna, Dalarna
Målartjärnarna är en sjö i Gagnefs kommun i Dalarna och ingår i Norrströms huvudavrinningsområde.